# Districtul Nam Yuen
Nam Yuen (în thailandeză น้ำยืน) este un district (Amphoe) din provincia Ubon Ratchathani, Thailanda, cu o populație de 67.641 de locuitori și o suprafață de 854,5 km².

## Componență
Districtul este subdivizat în 7 subdistricte (tambon), care sunt subdivizate în 92 de sate (muban).
| Nr. | Nume       | În thailandeză | Sate | Locuitori |  |
| --- | ---------- | -------------- | ---- | --------- |  |
| 1.  | Song       | โซง            | 10   | 7,775     |  |
| 3.  | Yang       | ยาง            | 12   | 7,548     |  |
| 4.  | Dom Pradit | โดมประดิษฐ์      | 17   | 15,771    |  |
| 6.  | Bu Pueai   | บุเปือย          | 15   | 8,939     |  |
| 7.  | Si Wichian | สีวิเชียร         | 14   | 14,354    |  |
| 9.  | Yang Yai   | ยางใหญ่         | 12   | 6,055     |  |
| 11. | Kao Kham   | เก่าขาม         | 12   | 7,199     |  |

Numerele lipsă sunt subdistricte (tambon) care acum formează districtul Nam Khun